# Léo-Paul Desrosiers
Pour les articles homonymes, voir Desrosières.
Léo-Paul Desrosiers, né le 11 avril 1896 à Berthier-en-Haut et mort le 20 avril 1967, est un écrivain, un historien, un bibliothécaire et un journaliste québécois.

## Biographie
Après des études classiques au Séminaire de Joliette et des études de droit à l'Université de Montréal, Léo-Paul Desrosiers collabore à L'Action française de l'abbé Lionel Groulx en 1917. Il est ensuite journaliste au Canada et au Devoir. Il est courriériste parlementaire à Ottawa pour Le Devoir de 1920 à 1927. L'année suivante, il se tourne vers une carrière de fonctionnaire à la Chambre des communes, où il est successivement rédacteur de procès-verbaux et traducteur vers le français du journal des débats. Il vit en Ontario de 1920 à 1941.
En 1922, il épouse l'écrivaine Marie-Antoinette Tardif, mieux connue sous le pseudonyme de Michelle Le Normand.  
Influencé par le nationalisme d'Henri Bourassa et de Lionel Groulx, il fait paraître surtout des romans et des études historiques au fil d'une carrière littéraire qui s'échelonne sur plus de cinquante ans.
En 1938, il publie Les Engagés du Grand-Portage à Paris, chez Gallimard, et remporte le Prix David.  Ce roman a connu de nombreuses rééditions et est devenu un classique de la littérature québécoise. Selon Patrick Imbert, Les Engagés du Grand-Portage et Trente arpents de Ringuet sont « les deux œuvres maîtresses de la première moitié du XXe siècle québécois ».
Il devient conservateur de la Bibliothèque municipale de Montréal en mai 1941. En mars 1953, âgé de 57 ans, il démissionne de ses fonctions et se retire à la campagne, dans le village de Saint-Sauveur-des-Monts, afin de se consacrer à son œuvre.  

### Un bibliothécaire réformiste
À la suite du décès de Ægidius Fauteux en 1941, Desrosiers prend sa relève à titre de conservateur de la Bibliothèque municipale de Montréal. Il occupe cette fonction jusqu'en 1953, tout en cumulant celle de directeur de l'École des bibliothécaires de l'Université de Montréal. Il s'intéresse en particulier aux bibliothèques d'enfants, agissant de concert avec la bibliothécaire Marie-Claire Daveluy afin de s'assurer qu'une salle exclusive leur soit dédiée dès les premiers mois de son année en poste.   
Selon l'historien des bibliothèques québécoises François Séguin, la contribution de Desrosiers est notable à maints égards. Il transforme la bibliothèque en un lieu ouvert à tous, accueillant, où les personnes défavorisées, en particulier les jeunes, ont leur place. On lui doit d'avoir aboli les frais d'abonnement et d'avoir cessé l'interruption de service durant la période estivale, ce qui a eu pour effet de faire bondir le nombre d'inscriptions, qui passe de 2700 à 8700 durant la seule année 1942.  
C'est également grâce à Desrosiers qu'un réseau de bibliothèques de quartier se met en place à Montréal. La réforme qu'il conduit s'inspire du système des bibliothèques de la province de l'Ontario, et plus particulièrement le modèle développé à Toronto, où la bibliothèque centrale d'alors est dotée d'une vingtaine de succursale réparties à travers la ville. Dans un article qu'il fait paraître dans la revue Relations en 1942, il compare la réalité des bibliothèques du Québec et de l'Ontario : « Est-il prudent de nous maintenir dans un tel état d'infériorité ? Est-il sage d'accorder si peu d'importance aux livres lorsque la province voisine leur en accorde tant » ? En 1946, il mandate deux employés de son service pour aller étudier sur place le fonctionnement des diverses extensions relevant de la Bibliothèque publique de Toronto. Entre 1947 et 1951, une dizaine de succursales sont créées à travers la ville de Montréal afin de faire en sorte que le livre soit, suivant son expression, « à portée de main ». Ces nouvelles succursales intègrent des salles pour les enfants et Jeanne-Marguerite Saint-Pierre il engage pour en être la superviseure.

## Œuvres

### Romans
- 1931 - Nord-Sud, préface d'Honoré Parent, Montréal, Éditions du Devoir ; 1943 ; rééd. Montréal, Éditions Fides, 1960 et 1980, présentation et choix de jugements critiques de Maurice Lemire, chronologie et  bibliographie d'Aurélien Boivin  (ISBN 2762108268)
- 1938 - Les Engagés du Grand-Portage, roman, Paris, Éditions Gallimard; Montréal, Fides, 1946 ; 1957 ; 1958 ; 1962 ; 1965 ; 1967, précédé d'une chronologie, d'une bibliographie et de jugements critiques, 1969 ; présentation et jugements critiques de Maurice Lemire, chronologie et bibliographie d'Aurélien Boivin, 1980,  (ISBN 2762108128) ; (présentation de Maurice Lemire), Montréal, BQ, 1988,  (ISBN 2894060025) Traduit en anglais sous le titre The Making of Nicolas Montour, par Christina van Oordt, Montréal, Harvest House, 1978  (ISBN 0887721710)
- 1941 - Les Opiniâtres, roman, Montréal, 1941 ; réédition, Éditions Fides, 1943 ; préface de Jean-Noël Tremblay ; réédition, Éditions Fides, 1962
- 1951 - L'Ampoule d'or, roman, Paris, Éditions Gallimard, 1951 ; précédé d'une chronologie, d'une bibliographie et de jugements critiques, Montréal, Fides, 1967
- 1958 - Vous qui passez, vol. 1 : Vous qui passez ; vol. 2 : Les Angoisses et les tourments ; vol. 3 : Rafales sur les cimes, roman, Montréal, Fides, 1958, vol. 1 ; 1959, vol. 2 ; 1960, vol. 3

### Recueils de contes et nouvelles
- 1922 - Âmes et Paysages, Montréal, Éditions du Devoir
- 1936 - Le Livre des mystères, Montréal, Éditions du Devoir
- 1942 - Sources, Montréal, 1942 ; 1943 ; rééd. Montréal, Imprimerie populaire, 1952

### Écrits historiques
- 1937 : L'Accalmie, (Lord Durham au Canada), Montréal, Éditions du Devoir, 149 p.
- 1939 : Commencements, Traites et postes de traites, alliance contre les Iroquois, l'étude des langues indiennes, Montréal, Éditions de l'A.C.-F
- 1947 : Iroquoisie, tome 1 (1534-1646), Province de Québec, 1947 ; réédité en 1998 aux éditions du Septentrion.
- 1957 : Les Dialogues de Marthe et de Marie, Montréal, Fides, 1957 ; 1958
- 1963 : Dans le nid d'aiglons, la colombe (vie de Jeanne Le Ber, la recluse), Montréal, Fides, 1963
- 1967 : Paul de Chomedey, sieur de Maisonneuve, Montréal, Fides, 1967
- 1998 : Iroquoisie, tome 1 (1534-1652), les éditions du Septentrion, Québec, 1998, 344 p. Avec une présentation de l'éditeur Denis Vaugeois et une introduction de l'historien Alain Beaulieu
- 1998 : Iroquoisie, tome 2 (1646-1666), les éditions du Septentrion, Québec, 1998, 344 p.
- 1999 : Iroquoisie, tome 3 (1666-1687), les éditions du Septentrion, Québec, 1999, 352 p.
- 1999 : Iroquoisie, tome 4 (1668-1701), les éditions du Septentrion, Québec, 1999, 368 p

### Correspondance
- 1933 - 1959 - Des « amitiés paysannes » à la NRF. Henri Pourrat, Michelle Le Normand et Léo-Paul Desrosiers. Correspondance 1933-1959. Présentation, établissement du texte et annotation de Michel Lacroix. Éditions Nota bene, Collection Grise, 2010, 385 p.

## Prix et distinctions
- 1923 — Prix d'Action intellectuelle
- 1931 — Prix de la langue-française de l'Académie française pour Nord-Sud
- 1938 — Prix David pour Les engagés du Grand-Portage
- 1951 — Prix Ludger-Duvernay pour l'ensemble de son œuvre
- 1963 — Médaille Lorne Pierce pour l'ensemble de son œuvre
- Membre de la Société des écrivains
- 1941 — Membre de la Société des Dix
- Membre de la Société historique de Montréal
- Membre fondateur de l'Académie canadienne française